# ورزشگاه المپیک
ورزشگاه المپیک به ورزشگاه اصلی یکی از دوره‌های بازی‌های المپیک گفته می‌شود. ورزشگاه المپیک ورزشگاهی است که در آن افتتاحیه و اختتامیهٔ بازی‌ها در آن برگزار می‌شوند. بسیاری از این ورزشگاه‌ها (اما نه تمام آنها) نام استادیوم المپیک را بر روی خود دارند. این ورزشگاه‌ها می‌توانند یک مجموعهٔ ورزشی باشند تا رشته‌های متنوع ورزشی را میزبانی کنند. در مورد بازی‌های المپیک تابستانی مسابقات دو و میدانی به طور سنتی در ورزشگاه المپیک برگزار می‌شوند. از موارد استثنایی آن می‌توان بازی‌های المپیک تابستانی ۱۹۰۰ و بازی‌های المپیک تابستانی ۲۰۱۶ و همین‌طور بازی‌های المپیک تابستانی جوانان ۲۰۱۰ و بازی‌های المپیک تابستانی جوانان ۲۰۱۸ را نام برد.

## ورزشگاه‌ها
| تصویر | المپیک                              | فصل     | ورزشگاه                                                  | نام محلی                                                | شهر                 | کشور                             | جدید/قدیم                                          | گنجایش  | موجودیت دارد؟         |
| ----- | ----------------------------------- | ------- | -------------------------------------------------------- | ------------------------------------------------------- | ------------------- | -------------------------------- | -------------------------------------------------- | ------- | --------------------- |
|       | ۱۸۹۶                                | تابستان | ورزشگاه پاناتینایکو                                      | Παναθηναϊκό στάδιο                                      | آتن                 | یونان                            | وجود دارد                                          | 80,000  | بله                   |
|       | ۱۹۰۰                                | تابستان | ورزشگاه ولودروم دو ونسن (ceremony)                       | Vélodrome de Vincennes                                  | پاریس               | فرانسه                           | وجود دارد                                          | 50,000  | بله                   |
|       | ۱۹۰۰                                | تابستان | Croix-Catelan Stadium (athletics)                        | Stade Criox-Catelab                                     | پاریس               | فرانسه                           | وجود دارد                                          |         | خیر                   |
|       | ۱۹۰۴                                | تابستان | ورزشگاه فرانسیس فیلد                                     | ورزشگاه فرانسیس فیلد                                    | سنت لوئیس           | ایالات متحده آمریکا              | جدید                                               | ۱۹٬۰۰۰  | بله                   |
|       | 1906 Intercalated                   | تابستان | ورزشگاه پاناتینایکو                                      | Παναθηναϊκό στάδιο                                      | آتن                 | یونان                            | وجود دارد                                          | 80,000  | بله                   |
|       | بازی‌های المپیک تابستانی ۱۹۰۸        | تابستان | ورزشگاه وایت سیتی                                        | ورزشگاه وایت سیتی                                       | لندن                | بریتانیا                         | جدید                                               | 68,000  | خیر                   |
|       | ۱۹۱۲                                | تابستان | ورزشگاه المپیک استکهلم                                   | Stockholms Olympiastadion                               | استکهلم             | سوئد                             | جدید                                               | ۲۰٬۰۰۰  | بله                   |
|       | بازی‌های المپیک تابستانی ۱۹۲۰        | تابستان | ورزشگاه المپیک آنتورپ                                    | Olympisch Stadion                                       | آنتورپ              | بلژیک                            | جدید                                               | 12,771  | بله                   |
|       | بازی‌های المپیک زمستانی ۱۹۲۴         | زمستان  | Olympic Stadium                                          | Stade Olympique de Chamonix                             | شامونی              | فرانسه                           | جدید                                               | 45,000  | بله                   |
|       | بازی‌های المپیک تابستانی ۱۹۲۴        | تابستان | ورزشگاه المپیک ایو-دو-منوا                               | Stade Olympique Yves-du-Manoir                          | پاریس               | فرانسه                           | وجد دارد                                           | 45,000  | بله                   |
|       | بازی‌های المپیک زمستانی ۱۹۲۸         | زمستان  | St. Moritz Olympic Ice Rink                              | Badrutts Park                                           | سنت موریتز          | سوئیس                            | جدید                                               | 4,000   | بله                   |
|       | بازی‌های المپیک تابستانی ۱۹۲۸        | تابستان | ورزشگاه المپیک آمستردام                                  | Olympisch Stadion                                       | آمستردام            | هلند                             | وجود دارد، بازساری شده است                         | 31,600  | بله                   |
|       | بازی‌های المپیک زمستانی ۱۹۳۲         | زمستان  | Lake Placid Speedskating Oval                            | Lake Placid Speedskating Oval                           | لیک پلاسید، نیویورک | ایالات متحده آمریکا              | جدید                                               | 7,500   | بله                   |
|       | بازی‌های المپیک تابستانی ۱۹۳۲        | تابستان | ورزشگاه یادبود کولیسیم لس‌آنجلس                           | ورزشگاه یادبود کولیسیم لس‌آنجلس                          | لس آنجلس            | ایالات متحده آمریکا              | Existing/ expanded                                 | 101,574 | بله                   |
|       | بازی‌های المپیک زمستانی ۱۹۳۶         | زمستان  | Große Olympiaschanze                                     | Große Olympiaschanze                                    | گارمیش-پارتنکیرشن   | آلمان                            | وجود دارد                                          | 40,000  | بله                   |
|       | بازی‌های المپیک تابستانی ۱۹۳۶        | تابستان | ورزشگاه المپیک برلین                                     | Olympiastadion                                          | برلین               | آلمان                            | New                                                | 110,000 | بله                   |
|       | بازی‌های المپیک زمستانی ۱۹۴۸         | زمستان  | St. Moritz Olympic Ice Rink                              | Badrutts Park                                           | سنت موریتز          | سوئیس                            | وجود دارد                                          |         | بله                   |
|       | بازی‌های المپیک تابستانی ۱۹۴۸        | تابستان | ورزشگاه ومبلی (۱۹۲۳)                                     | ورزشگاه ومبلی (۱۹۲۳)                                    | لندن                | بریتانیا                         | وجود دارد                                          | 82,000  | خیر (جایگزین شده است) |
|       | بازی‌های المپیک زمستانی ۱۹۵۲         | زمستان  | Bislett Stadion                                          | Bislett Stadion                                         | اسلو                | نروژ                             | وجود دارد                                          | 20,000  | بله                   |
|       | بازی‌های المپیک تابستانی ۱۹۵۲        | تابستان | ورزشگاه المپیک هلسینکی                                   | Olympiastadion                                          | هلسینکی             | فنلاند                           | وجود دارد                                          | 70,000  | بله                   |
|       | بازی‌های المپیک زمستانی ۱۹۵۶         | زمستان  | Stadio Olimpico Del Ghiaccio                             | Stadio Olimpico Del Ghiaccio                            | کورتینا دامپتزو     | ایتالیا                          | وجود دارد، بازسازی شده                             | 12,000  | بله                   |
|       | بازی‌های المپیک تابستانی ۱۹۵۶        | تابستان | ورزشگاه کریکت ملبورن                                     | ورزشگاه کریکت ملبورن                                    | ملبورن              | استرالیا                         | وجود دارد                                          | 100,000 | بله                   |
|       | بازی‌های المپیک زمستانی ۱۹۶۰         | زمستان  | Blyth Arena                                              | Blyth Arena                                             | Squaw Valley        | ایالات متحده آمریکا              | New                                                | 8,500   | خیر                   |
|       | بازی‌های المپیک زمستانی ۱۹۶۰         | زمستان  | Squaw Valley Olympic Skating Rink                        | Squaw Valley Olympic Skating Rink                       | Squaw Valley        | ایالات متحده آمریکا              | New                                                |         | خیر                   |
|       | بازی‌های المپیک تابستانی ۱۹۶۰        | تابستان | ورزشگاه المپیک رم                                        | ورزشگاه المپیک رم                                       | رم                  | ایتالیا                          | وجود دارد                                          | 90,000  | خیر                   |
|       | بازی‌های المپیک زمستانی ۱۹۶۴         | زمستان  | Bergiselschanze (opening ceremony)                       | Bergiselschanze (opening ceremony)                      | اینسبروک            | اتریش                            | وجود دارد                                          | 26,000  | بله                   |
|       | بازی‌های المپیک زمستانی ۱۹۶۴         | زمستان  | Olympiahalle (closing ceremony)                          | Olympiahalle (closing ceremony)                         | اینسبروک            | اتریش                            | جدید                                               | 10,836  | بله                   |
|       | بازی‌های المپیک تابستانی ۱۹۶۴        | تابستان | ورزشگاه ملی المپیک توکیو                                 | 国立霞ヶ丘陸上競技場                                    | توکیو               | ژاپن                             | وجود دارد                                          | 71,556  | خیر (جایگزین شده است) |
|       | بازی‌های المپیک زمستانی ۱۹۶۸         | زمستان  | Olympic Stadium (opening ceremony)                       | Stade olympique                                         | گرونوبل             | فرانسه                           | Temporary                                          | 60,000  | خیر                   |
|       | بازی‌های المپیک زمستانی ۱۹۶۸         | زمستان  | Le Stade de Glace (اختتامیهٔ بازیها)                      | Le Stade de Glace (اختتامیهٔ بازیها)                     | گرونوبل             | فرانسه                           | جدید                                               | 12,000  | بله                   |
|       | بازی‌های المپیک تابستانی ۱۹۶۸        | تابستان | ورزشگاه المپیکو یونیورسیتاریو                            | ورزشگاه المپیکو یونیورسیتاریو                           | مکزیکو سیتی         | مکزیک                            | وجود دارد                                          | 83,700  | بله                   |
|       | بازی‌های المپیک زمستانی ۱۹۷۲         | زمستان  | Makomanai Open Stadium (opening ceremony)                | 真駒内屋外競技場                                        | ساپورو              | ژاپن                             | New                                                | 30,000  | بله                   |
|       | بازی‌های المپیک زمستانی ۱۹۷۲         | زمستان  | Makomanai Ice Arena (closing ceremony)                   | 真駒内屋内競技                                          | ساپورو              | ژاپن                             | New                                                | 11,500  | بله                   |
|       | بازی‌های المپیک تابستانی ۱۹۷۲        | تابستان | ورزشگاه المپیک مونیخ                                     | ورزشگاه المپیک مونیخ                                    | مونیخ               | آلمان غربی                       | New                                                | 80,000  | بله                   |
|       | بازی‌های المپیک زمستانی ۱۹۷۶         | زمستان  | Bergiselschanze (opening ceremony)                       | Bergiselschanze (opening ceremony)                      | اینسبروک            | اتریش                            | وجود دارد                                          | 26,000  | بله                   |
|       | بازی‌های المپیک زمستانی ۱۹۷۶         | زمستان  | Olympiahalle (closing ceremony)                          | Olympiahalle (closing ceremony)                         | اینسبروک            | اتریش                            | وجود دارد                                          | 10,836  | بله                   |
|       | بازی‌های المپیک تابستانی ۱۹۷۶        | تابستان | ورزشگاه المپیک مونترآل                                   | Stade olympique                                         | مونترآل             | کانادا                           | New                                                | 70,000  | بله                   |
|       | بازی‌های المپیک زمستانی ۱۹۸۰         | زمستان  | Lake Placid Equestrian Stadium (opening ceremony)        | Lake Placid Equestrian Stadium (opening ceremony)       | لیک پلاسید، نیویورک | ایالات متحده آمریکا              | Temporary stadium در زمین موجود مربوط به اسب سواری | 30,000  | خیر                   |
|       | بازی‌های المپیک زمستانی ۱۹۸۰         | زمستان  | Olympic Center Arena (closing ceremony)                  | Olympic Center Arena (closing ceremony)                 | لیک پلاسید، نیویورک | ایالات متحده آمریکا              | New                                                | 10,000  | بله                   |
|       | بازی‌های المپیک تابستانی ۱۹۸۰        | تابستان | ورزشگاه لوژنیکی                                          | Гранд Арена Центрального стадиона имени Ленина          | مسکو                | اتحاد جماهیر شوروی               | وجود دارد                                          | 103,000 | بله                   |
|       | بازی‌های المپیک زمستانی ۱۹۸۴         | زمستان  | Olympic Stadium (opening ceremony)                       | Olimpijski stadion                                      | سارایوو             | جمهوری فدرال سوسیالیستی یوگسلاوی | وجود دارد                                          | 50,000  | بله                   |
|       | بازی‌های المپیک زمستانی ۱۹۸۴         | زمستان  | Zetra Olympic Hall (closing ceremony)                    | Olimpijska dvorana Zetra                                | سارایوو             | جمهوری فدرال سوسیالیستی یوگسلاوی | New                                                | 12,000  | بله                   |
|       | بازی‌های المپیک تابستانی ۱۹۸۴        | تابستان | ورزشگاه یادبود کولیسیم لس‌آنجلس                           | ورزشگاه یادبود کولیسیم لس‌آنجلس                          | لس آنجلس            | ایالات متحده آمریکا              | وجود دارد                                          | 92,516  | بله                   |
|       | بازی‌های المپیک زمستانی ۱۹۸۸         | زمستان  | McMahon Stadium                                          | McMahon Stadium                                         | کلگری               | کانادا                           | وجود دارد، بازسازی شده است                         | 38,205  | بله                   |
|       | بازی‌های المپیک تابستانی ۱۹۸۸        | تابستان | ورزشگاه المپیک سئول                                      | 올림픽주경기장                                          | سئول                | کره جنوبی                        | وجود دارد                                          | 100,000 | بله                   |
|       | بازی‌های المپیک زمستانی ۱۹۹۲         | زمستان  | Theatre of Ceremonies                                    | Théâtre des Cérémonies                                  | آلبرت‌ویل            | فرانسه                           | موقت                                               | 35,000  | خیر                   |
|       | بازی‌های المپیک تابستانی ۱۹۹۲        | تابستان | ورزشگاه المپیک کمپانی لوییس                              | Estadi Olímpic de Montjuïc Estadio Olímpico de Montjuïc | بارسلون             | اسپانیا                          | وجود دارد                                          | 60,000  | بله                   |
|       | بازی‌های المپیک زمستانی ۱۹۹۴         | زمستان  | Lysgårdsbakkene Ski Jumping Arena                        | Lysgårdsbakkene hoppanlegg                              | لیلهامر             | نروژ                             | جدید                                               | 35,000  | بله                   |
|       | بازی‌های المپیک تابستانی ۱۹۹۶        | تابستان | ورزشگاه المپیک سنتنیال                                   | ورزشگاه المپیک سنتنیال                                  | آتلانتا             | ایالات متحده آمریکا              | جدید                                               | 85,000  | بله                   |
|       | بازی‌های المپیک زمستانی ۱۹۹۸         | زمستان  | Nagano Olympic Stadium                                   | 長野オリンピックスタジアム                              | ناگانو              | ژاپن                             | New                                                | 30,000  | بله                   |
|       | بازی‌های المپیک تابستانی ۲۰۰۰        | تابستان | ورزشگاه استرالیا                                         | ورزشگاه استرالیا                                        | سیدنی               | استرالیا                         | جدید                                               | 114,714 | بله                   |
|       | بازی‌های المپیک زمستانی ۲۰۰۲         | زمستان  | ورزشگاه رایس-اکلیز                                       | ورزشگاه رایس-اکلیز                                      | سالت‌لیک‌سیتی         | ایالات متحده آمریکا              | موجود، جایگزین                                     | 45,017  | بله                   |
|       | بازی‌های المپیک تابستانی ۲۰۰۴        | تابستان | ورزشگاه المپیک آتن                                       | Ολυμπιακό Κεντρικό Στάδιο Αθήνας "Σπύρος Λούης"         | آتن                 | یونان                            | وجود دارد، بازسازی شده است                         | 71,030  | بله                   |
|       | بازی‌های المپیک زمستانی ۲۰۰۶         | زمستان  | ورزشگاه المپیک تورین                                     | ورزشگاه المپیک تورین                                    | تورین               | ایتالیا                          | Existing                                           | 28,000  | بله                   |
|       | بازی‌های المپیک تابستانی ۲۰۰۸        | تابستان | ورزشگاه ملی پکن                                          | 国家体育场                                              | پکن                 | چین                              | جدید                                               | 91,000  | بله                   |
|       | بازی‌های المپیک زمستانی ۲۰۱۰         | زمستان  | BC Place Stadium                                         | BC Place Stadium                                        | ونکوور              | کانادا                           | وجود دارد، بازسازی شده است                         | 54,500  | بله                   |
|       | بازی‌های المپیک تابستانی جوانان ۲۰۱۰ | تابستان | The Float@Marina Bay                                     | Pentas Terapung Teluk Marina                            | سنگاپور             | سنگاپور                          | وجود دارد                                          | 30,000  | بله                   |
|       | 2012 Youth                          | زمستان  | Bergiselschanze                                          | Bergiselschanze                                         | اینسبروک            | اتریش                            | وجود دارد                                          | 26,000  | بله                   |
|       | بازی‌های المپیک تابستانی ۲۰۱۲        | تابستان | ورزشگاه المپیک لندن                                      | ورزشگاه المپیک لندن                                     | لندن                | بریتانیا                         | جدید                                               | 80,000  | بله                   |
|       | بازی‌های المپیک زمستانی ۲۰۱۴         | زمستان  | ورزشگاه المپیک فیشت                                      | Олимпийский стадион                                     | سوچی                | روسیه                            | جدید                                               | 40,000  | بله                   |
|       | بازی‌های المپیک تابستانی جوانان ۲۰۱۴ | تابستان | Olympic Stadium                                          | 南京奥林匹克体育中心                                    | نانجینگ             | چین                              | Existing                                           | 61,443  | بله                   |
|       | 2016 Youth                          | زمستان  | Lysgårdsbakkene Ski Jumping Arena (opening ceremony)     | Lysgårdsbakkene hoppanlegg                              | لیلهامر             | نروژ                             | وجود دارد                                          | 35,000  | بله                   |
|       | 2016 Youth                          | زمستان  | Håkons Hall (closing ceremony)                           | Håkons Hall (closing ceremony)                          | لیلهامر             | نروژ                             | وجود دارد                                          | 11,500  | بله                   |
|       | بازی‌های المپیک تابستانی ۲۰۱۶        | تابستان | ورزشگاه ماراکانا (opening and closing ceremony,football) | Estádio do Maracanã                                     | ریو دو ژانیرو       | برزیل                            | وجود دارد                                          | 78,600  | بله                   |
|       | بازی‌های المپیک تابستانی ۲۰۱۶        | تابستان | ورزشگاه المپیک ژائو هاولانژ (athletics and football)     | Estádio Olímpico João Havelange                         | ریو دو ژانیرو       | برزیل                            | وجود دارد/ توسعه یافته است                         | 60,000  | بله                   |
|       | بازی‌های المپیک زمستانی ۲۰۱۸         | زمستان  | Pyeongchang Olympic Stadium                              | 횡계 올림픽 파크                                        | شهرستان پیونگ‌چانگ   | کره جنوبی                        | Temporary                                          | 50,000  | هنوز ساخته نشده است.  |
|       | 2018 Youth                          | تابستان | ورزشگاه مونومنتال آنتونیو وسپوکیو لیبرتی                 | Estadio Mounumental                                     | بوئنوس آیرس         | آرژانتین                         | وجود دارد                                          | 61,321  | بله                   |
|       | 2020 Youth                          | زمستان  | Stade Pierre de Coubertin                                | Stade Pierre de Coubertin                               | لوزان               | سوئیس                            | وجود دارد                                          | 12,000  | بله                   |
|       | بازی‌های المپیک تابستانی ۲۰۲۰        | تابستان | ورزشگاه ملی المپیک توکیو                                 | 新国立競技場 (tentative name)                           | توکیو               | ژاپن                             | وجود دارد، جایگزین شده است                         | 60,000  | هنوز ساخته نشده است.  |
|       | بازی‌های المپیک زمستانی ۲۰۲۲         | زمستان  | ورزشگاه ملی پکن                                          | 国家体育场                                              | پکن                 | چین                              | وجود دارد                                          | 80,000  | بله                   |